# Cornel Feruta

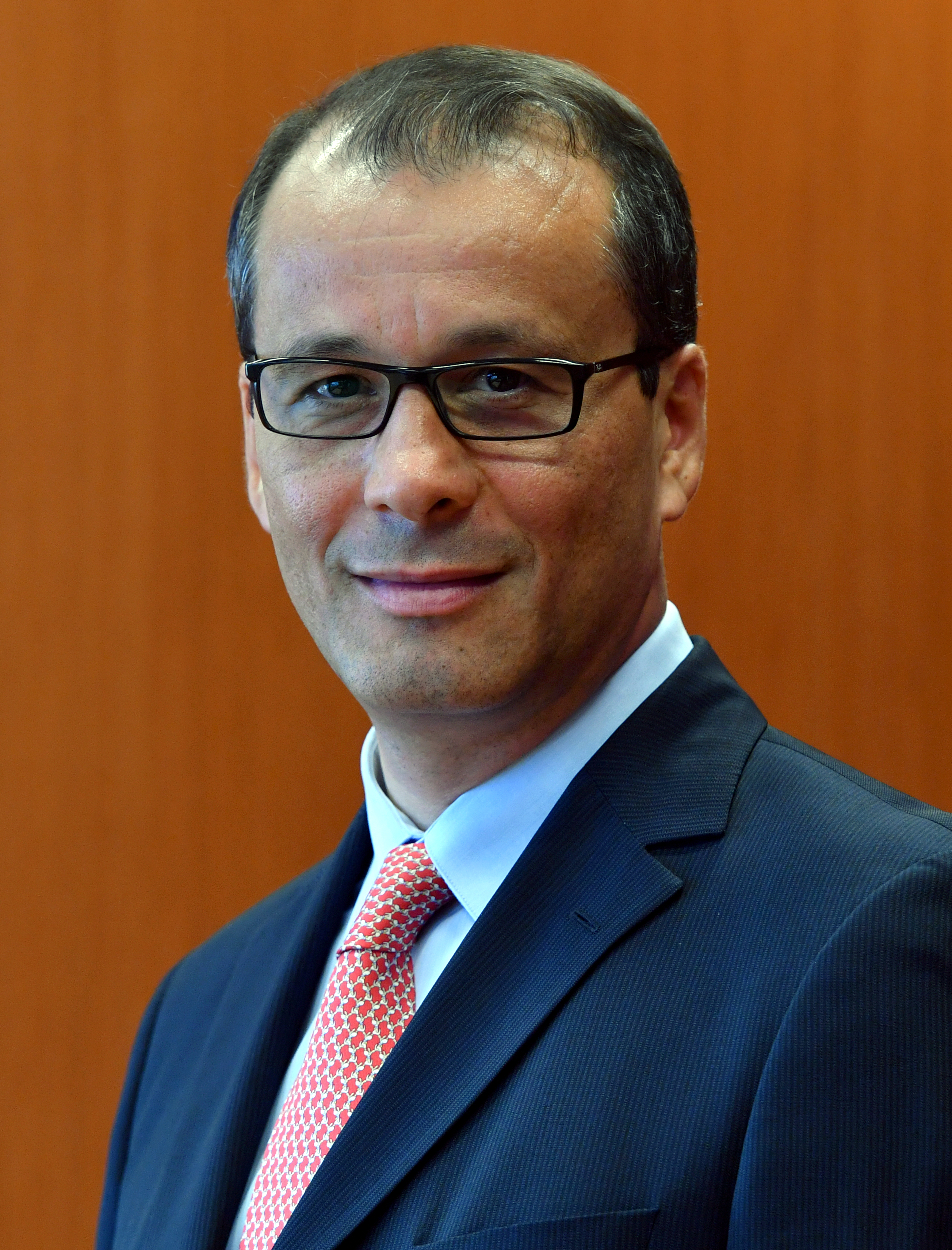
Cornel Feruta (2019)

Cornel Feruta (* 21. August 1975) ist ein rumänischer Diplomat und Staatssekretär. Vom 25. Juli bis Dezember 2019 war er kommissarischer Generaldirektor der Internationalen Atomenergie-Organisation (IAEO) in Wien.

## Werdegang
Feruta studierte Political and Administrative Sciences sowie im Master International Relations an der Universität Bukarest.
Von 2007 bis 2012 war er rumänischer Botschafter an der IAEO.
Von 2012 bis 2013 arbeitete er als Generaldirektor für politische Angelegenheiten im rumänischen Außenministerium und kurzzeitig als Stabschef des rumänischen Premierministers.
2013 war er Vorsitzender des IAEO Second Preparatory Committee of the Treaty on the Non-Proliferation of Nuclear Weapons.
Bis Juli 2019 arbeitete er als Stabschef des verstorbenen IAEO-Generaldirektors Yukiya Amano. Derzeit ist Feruta Staatssekretär für globale Angelegenheiten und diplomatische Strategien (Stand 2021/2022).

## Privates
Feruta ist verheiratet und hat drei Kinder.